# 24 heures sur la Deux
 (août 2012).
Si vous disposez d'ouvrages ou d'articles de référence ou si vous connaissez des sites web de qualité traitant du thème abordé ici, merci de compléter l'article en donnant les références utiles à sa vérifiabilité et en les liant à la section « Notes et références ».
24 heures sur la Deux est le journal télévisé français de la rédaction de la deuxième chaîne couleur de l'O.R.T.F., créé par Jacqueline Baudrier et diffusé à la mi-journée et le soir du 3 novembre 1969 au 10 septembre 1972. Cette édition d'actualité précède le rendez-vous INF 2 lancé à la rentrée 1972.

## Historique
En 1969, la réforme de la télévision voulue par le Premier ministre Jacques Chaban-Delmas crée une concurrence entre deux unités autonomes d’information. Chacune est dirigée par un responsable qui a le même rang hiérarchique que le responsable de la chaîne. La direction de l’information de chacune des chaînes ne dépend plus de la direction des programmes. Pierre Desgraupes est nommé directeur de l’information pour la première chaîne et Jacqueline Baudrier est chargée de bâtir une rédaction pour la deuxième chaîne couleur. 
Pour créer de toutes pièces sa rédaction de journal télévisé comptant environ 196 personnes, dont 66 journalistes permanents, 6 rédacteurs en chef, les chefs d’édition, les cadreurs, les chauffeurs éclairagistes, les preneurs de son et les secrétaires, Jacqueline Baudrier fait appel à deux têtes d'affiche du journal télévisé, Léon Zitrone et Michel Péricard, qui prend la responsabilité du service politique, économique et social, et recrute de nouveaux venus moins connus du public comme Claude Brovelli, Jean-François Robinet, Bernard Volker, Jacques Alexandre, Bernard Lion, Jacqueline Collins, Alain Fernbach, Jean-Pierre Chapel, Joseph Palletou, France Roche et Gabriel Aranda. La rédaction est relativement modeste pour assurer quelque 480 heures d’information par an.
Jacqueline Baudrier entend mettre à l'antenne une nouvelle présentation de l’information avec une nouvelle
mise en scène présentant aux téléspectateurs le roman de l’actualité. La couleur est utilisée au maximum de ses possibilités et un service d’animation est créé pour la rédaction afin de réaliser des montages capables par exemple de rendre accessible à tous l’information économique. Ce nouveau journal est mis à l'antenne le 3 novembre 1969 et prend un nouveau titre, 24 heures sur la Deux, inspiré de son prédécesseur, 24 heures actualités. Il se distingue de ce dernier en étant enfin doté d'un plateau et d'un présentateur. L’horaire est aussi modifié ; il passe à 20h30. 
Très rapidement, Jacqueline Baudrier cherche à augmenter le volume du temps d’information. Afin de traiter les sujets d’actualité plus en profondeur et sortir de l’actualité brute habituellement servie au menu du journal de la première chaîne, une nouvelle formule de 24 heures sur la Deux est inaugurée le 19 janvier 1970, proposant une heure d’information découpée en deux parties, avec le journal à 20 heures, précédé d'un nouveau magazine à 19h30 destiné à prendre de l’avance sur certains événements et de faire mieux comprendre les problèmes de l’époque. Le magazine est composé le plus souvent de deux sujets suivis d’une séquence carte postale. L’originalité de l’émission est de présenter un sujet sur cinq jours (du lundi au vendredi), le vendredi étant consacré à un débat en direct du plateau du journal. Pour l’époque c’est un véritable défi que de traiter d’une actualité comme d’un feuilleton. Jacqueline Baudrier pense ainsi concurrencer le programme de la première chaîne et estime qu’un feuilleton de l’actualité est aussi intéressant qu’un feuilleton de cape et d’épée.
La formule tient jusqu'en janvier 1972, lorsque quatre magazines mensuels diffusés le vendredi soir à 21h30 remplacent la séquence quotidienne de 19h30 : L’Heure de vérité, La Qualité de la vie, Plein cadre et Le Troisième Œil. Le journal reste diffusé à 20 heures.
En 1972, à la suite des affaires de la feuille d'impôts de Chaban-Delmas, parue dans Le Canard enchaîné, et de publicité clandestine à la télévision, Pierre Messmer remplace Chaban-Delmas à Matignon. Parmi les premières décisions, le rétablissement du ministère de l'Information et la remise en ordre de l'information télévisée. C'est ainsi que Jacqueline Baudrier se voit proposer d'aller sur la première chaîne avec toute son équipe et que 24 heures sur la Deux devient 24 heures sur la Une le 11 septembre 1972, en conservant le même décor… mais en perdant la couleur !

## Décor
Le décor de ce journal télévisé était très moderne, intégrant le bureau de présentation, le fauteuil du présentateur et le grand écran situé derrière lui dans une même structure.

## Présentateurs
- Léon Zitrone
- Michel Péricard
- Claude Brovelli
- Jean-François Robinet
- Bernard Volker
- Jacques Alexandre
- Michel Anfrol

## Générique
L'indicatif du journal était composé d'un fifrelet annonçant une musique plus classique, canon de trompettes et tambours : à l'image, un simple bandeau défilant 24 heures sur la deux… édition de 13 heures / édition de 19h45 / dernière.